# 利斯堡 (印第安納州)
利斯堡（英語：Leesburg）是一個位於美國印地安納州科西阿斯科縣的城鎮。

## 人口
根據2010年美國人口普查的數據，利斯堡的面積為0.66平方千米，當中陸地面積為0.66平方千米，而水域面積為0.00平方千米。當地共有人口555人，而人口密度為每平方千米841人。